# Losing My Religion
A Losing My Religion az amerikai alternatív rock zenekar, az R.E.M. 1991-es, hetedik stúdióalbumán, az Out of Time-on található második dal.
Ez a dal volt az együttes nemzetközi áttörése és egyben legnagyobb kislemezsikere is. Az együttes 1992-ben három Grammy-díjat kapott, egyet az albumért, a legjobb alternatív zenei album kategóriában, kettőt pedig a „Losing My Religion”-ért. Az együttes legnépszerűbb számából 3 videóban található a legtöbb megtekintés, egyiket 639 másikat 123 és a harmadik videót 53 milliószor tekintették meg a YouTube-on. A videóklip nemcsak látványos, de átgondoltan felépített, barokk idézetekből készült darab – valószínűleg a művészettörténetet és festészetet is tanult Michael Stipe-nak köszönhetően.

## Háttér
Az R.E.M. gitárosa, Peter Buck írta a fő zenei dallamot és a kórust, miközben mandolinján játszogatott. Buck éppen akkor vette a hangszert és próbálkozott rajta, miközben ezt felvételen rögzítette. Buck azt mondta, "Mikor másnap visszahallgattam, rengeteg dallam volt, ami arra késztetett, tanuljak meg játszani a mandolinon, és ott volt az is, ami alapján később a 'Losing my religion' készült."
A dal felvételei 1990-ben kezdődtek New Yorkban. Mandolinnal, elektromos gitárral és dobbal játszották fel. Mike Mills basszusgitáron való kíséretét a Fletwood Mac basszerosa, John McVie inspirálta. A dal elrendezésében nincs középskála, csak alacsony és magas végződések, mivel Mills általában nagyon mélyen játszott a gitáron. A zenekar felkérte Peter Holsapple-t, a turnékon játszó akusztikus gitárost, hogy vegyen részt a felvételen. Buck: "Elég fasza volt: Peter és én a kis fülkénkben lehettünk, sok vesződéssel dolgoztunk, és Bill meg Mike egy másik fülkében, beleadva anyait-apait. Varázslatos érzés volt." Az énekes, Michael Stipe hangját egy különálló felvételen rögzítették. Az Atlantai Szimfonikus Zenekar tagjai is közreműködtek, a felvételeket a Soundscape Studios in Atlantaban készítették, Georgiában, 1990 októberében.

## Külső hivatkozások
- video

## Fordítás
- Ez a szócikk részben vagy egészben  a   Losing_My_Religion című angol Wikipédia-szócikk fordításán alapul.  Az eredeti cikk szerkesztőit annak laptörténete sorolja fel. Ez a jelzés csupán a megfogalmazás eredetét és a szerzői jogokat jelzi, nem szolgál a cikkben szereplő információk forrásmegjelöléseként.